# Fehér sáfrány
A fehér sáfrány vagy fehérvirágú sáfrány (Crocus vernus subsp. albiflorus) az egyszikűek (Liliopsida) osztályának spárgavirágúak (Asparagales) rendjébe, ezen belül a nősziromfélék (Iridaceae) családjába tartozó kerti sáfrány (Crocus vernus) egyik alfaja.
Magyarországon védett növényfaj.

## Előfordulása
Elsősorban Nyugat-Európában elterjedt, hazánkban természetes előfordulása csak a Kőszegi-hegységben van, az Alpokbeli populációhoz csatlakozva. Hegyvidéki réteken, főleg meszes talajokon fordul elő.

## Megjelenése
A legkisebb hazai sáfrány, 5–8 centiméter magas, hagymás évelő növény. Termése tok. A lepel színe fehér (az Alpokban ibolya és világoskék színek is előfordulnak), 2–3 centiméter hosszú és alig 1 centiméter széles. A tőálló, szálas levelek középerén fehéres színű sáv húzódik.
Mérgező.
Március-április környékén virágzik.
Korlátozott hazai elterjedése, apró termete és fehér színe jól megkülönböztetik a hasonló időszakban virágzó fajoktól.